# 長尾闊峽鯰
長尾闊峽鯰，為輻鰭魚綱鯰形目鰻鯰科的其中一種，分布於印度西太平洋區，包括澳洲北部、新幾內亞、阿拉弗拉海等海域及半鹹水域，體長可達46公分，棲息在沿岸水域，為底棲性魚類，屬肉食性，生活習性不明。

## 擴展閱讀
維基物種上的相關：長尾闊峽鯰